# Pontoise-lès-Noyon
Pontoise-lès-Noyon is een gemeente in het Franse departement Oise (regio Hauts-de-France) en telt 438 inwoners (1999). De plaats maakt deel uit van het arrondissement Compiègne.

## Geografie
De oppervlakte van Pontoise-lès-Noyon bedraagt 6,6 km², de bevolkingsdichtheid is 66,4 inwoners per km².
De onderstaande kaart toont de ligging van Pontoise-lès-Noyon met de belangrijkste infrastructuur en aangrenzende gemeenten.

## Demografie
Onderstaande figuur toont het verloop van het inwonertal (bron: INSEE-tellingen).